# Фрідріх-Вільгельм Віссманн
Фрідріх-Вільгельм Віссманн (нім. Friedrich-Wilhelm Wissmann; 16 грудня 1915, Кіль — 9 вересня 1963) — німецький офіцер-підводник, капітан-лейтенант крігсмаріне.

## Біографія
5 квітня 1935 року вступив на флот. З серпня 1938 по квітень 1941 року служив на мінних тральщиках. В квітні-вересні 1941 року пройшов курс підводника, після чого був призначений 1-м вахтовим офіцером підводного човна U-109, на якому взяв участь у двох походах, під час яких були потоплені 4 кораблі загальною водотоннажністю понад 27 000 тонн. В березні-травні 1942 року пройшов курс командира човна. З 1 червня по 18 серпня 1942 року — командир U-18, з 19 серпня 1942 по 13 січня 1944 року — U-518, на якому здійснив 4 походи (разом 304 дні в морі). З січня 1944 по травень 1945 року служив офіцером з підготовки в 2-й, 10-й і 26-й флотиліях.
Всього за час бойових дій потопив 8 кораблів загальною водотоннажністю 52 346 тонн і пошкодив 2 кораблі загальною водотоннажністю 15 440 тонн.
| Дата              | Назва корабля                 | Тип               | Тоннаж | Вантаж | Екіпаж | Загинули | Країна             | Конвой |
| ----------------- | ----------------------------- | ----------------- | ------ | --- | ------ | -------- | ------------------ | ------ |
| 2 листопада 1942  | Rose Castle                   | Торговий пароплав | 7,803  | 10 200 тонн залізної руди | 43     | 23       | Канада             |        |
| 2 листопада 1942  | P.L.M. 27                     | Торговий пароплав | 5,633  | Залізна руда | 49     | 7        | Британська імперія |        |
| 21 листопада 1942 | British Promise (пошкоджений) | Тепловий танкер   | 8,443  | Баласт | 61     | 0        | Британська імперія | ON-145 |
| 21 листопада 1942 | British Renown (пошкоджений)  | Тепловий танкер   | 6,997  | Баласт | 50     | 0        | Британська імперія | ON-145 |
| 21 листопада 1942 | Empire Sailor                 | Торговий теплохід | 6,140  | 2700 тонн генеральних вантажів, у тому числі 270 тонн фосгенових бомб, 60 тонн іприту і 100 тонн комерційного ціаніду та 300 тонн пошти | 63     | 23       | Британська імперія | ON-145 |
| 23 листопада 1942 | Caddo                         | Турбінний танкер  | 10,172 | 105 000 барелів мазуту і 300 бочок бензину                                                                                              | 59     | 51       | США                |        |
| 18 лютого 1943    | Brasiloide                    | Торговий теплохід | 6,075  | Генеральні вантажі, в тому числі бавовна, сіль, текстиль і палубний вантаж (моторні човни і вантажівки)                                 | 50     | 0        | Бразилія           |        |
| 1 березня 1943    | Fitz-John Porter              | Торговий пароплав | 7,176  | Баласт | 55     | 1        | США                | BT-6   |
| 20 березня 1943   | Mariso                        | Торговий пароплав | 7,659  | 11 079 тонн генеральних вантажів, у тому числі 4 літаки, 14 танків, шини, боєприпаси, вибухівка і пошта                                 | 109    | 2        | Нідерланди         |        |
| 25 березня 1943   | Industria                     | Торговий теплохід | 1,688  | Генеральні вантажі | 26     | 1        | Швеція             |        |

## Звання
- Кандидат в офіцери (5 квітня 1935)
- Морський кадет (25 вересня 1935)
- Фенріх-цур-зее (1 липня 1936)
- Оберфенріх-цур-зее (1 січня 1938)
- Лейтенант-цур-зее (1 квітня 1938)
- Оберлейтенант-цур-зее (1 жовтня 1939)
- Капітан-лейтенант (1 грудня 1942)

## Нагороди
- Медаль «За вислугу років у Вермахті» 4-го класу (4 роки)